# Albert Speer (fill)
Albert Speer (Berlín, 29 de juliol de 1934 - 15 de setembre de 2017) va ser un arquitecte i urbanista alemany. Fou el fill d'Albert Speer (1905-1981), qui va ser el principal arquitecte de Hitler abans d'assumir el càrrec de Ministre d'Armament i Producció de Guerra per al Tercer Reich durant la Segona Guerra Mundial. El seu avi, Albert Speer Friedrich, va ser també arquitecte.

## Carrera
Speer va obrir el seu despatx d'arquitectura i va guanyar el seu primer premi internacional el 1964. Va tenir un gran èxit internacional, especialment a l'Aràbia Saudita. El 1977 es va convertir en professor de planejament urbanístic a la Universitat de Kaiserslautern. La seva empresa va tenir una delegació a Xangai des del 2001.
El 1984 va fundar l'empresa Büro Albert Speer & Partner a Frankfurt am Main, que actualment compta amb més de 100 empleats i és una de les majors i més reputades empreses arquitectòniques i urbanístiques d'Alemanya. Va ser responsable del disseny de l'Expo 2000 de Hannover, el disseny de la Xangai Internacional de l'Automòbil de la ciutat, i l'eix central de Pequín creat mentre s'exercia com a cap de disseny per als Jocs Olímpics de 2008. L'empresa d'Speer Jr. va formar part de la candidatura d'arquitectes que participaren en la candidatura de Múnic per als Jocs Olímpics d'Hivern de 2018, i la Copa del Món de Futbol de 2022.